# 養叟宗頤
養叟 宗頤（ようそう そうい、永和2年/天授2年（1376年） - 長禄2年6月27日（1458年8月6日））は、室町時代前期の臨済宗の僧。諡号は宗恵大照禅師。

## 経歴・人物
京都出身、藤原氏の出の人物。初め大応派の拠点である福寺正覚庵や建仁寺天潤庵に依る。次いで近江の禅興庵の華叟宗曇に参じ、その法を継ぐ。華叟の示寂後、文安2年（1445年）に京都の大徳寺の住持となり、興隆に尽くした。その後、和泉に陽春庵をひらく。同門の一休宗純との対立は有名であり、坂口尚の漫画『あっかんべェ一休』などでも描かれている。